# گراتسیلا گالوانی
گراتسیلا گالوانی (ایتالیایی: Graziella Galvani؛ ‏ ۲۷ ژوئن ۱۹۳۱ – ۲۵ اوت ۲۰۲۲) بازیگر اهل ایتالیا بود.
از فیلم‌ها یا برنامه‌های تلویزیونی که وی در آنها نقش داشته‌است، می‌توان به کمیل ۲۰۰۰، اغواگری، فیورینا، گاو ماده، ارواح رم، شب سن لورنزو، تراس و پی‌یرو خله اشاره کرد.